# 스위치히터
스위치 히터(영어: switch hitter)는 야구에서 좌타석과 우타석의 구분 없이 두 타석 모두 다 설 수 있는 타자를 말하며 양타라고도 한다. 보통은 오른손 투수(언더핸드)가 나올 땐 왼쪽 타석에, 반대로 왼손 투수가 나올 땐 오른쪽 타석에 들어가게 된다.

## 같이 보기
- 양손잡이
- 스위치투수